# Aleksander VIII
Aleksander VIII (łac. Alexander VIII, właśc. Pietro Vito Ottoboni; ur. 22 kwietnia 1610 w Wenecji, zm. 1 lutego 1691 w Rzymie) – włoski duchowny katolicki, 241. papież w okresie od 6 października 1689 do 1 lutego 1691.

## Życiorys

### Wczesne życie
Jego ojciec, Marco Ottoboni, był kanclerzem Republiki Weneckiej; jego matką była Vittoria Tornielli. Studiował na Uniwersytecie w Padwie, gdzie w 1627 obronił doktorat utroque iure. W okresie pontyfikatu Urbana VIII przybył do Rzymu i rozpoczął pracę w Kurii Rzymskiej. Pełnił szereg funkcji – był gubernatorem miast Terni, Rieti, Città di Castello i Spoleto, referendarzem Trybunału Sygnatury Apostolskiej, audytorem trybunału Roty Rzymskiej.

### Kardynał
19 lutego 1652 został mianowany kardynałem przez Innocentego X, otrzymał tytuł prezbitera S. Salvatore in Lauro. W grudniu 1654 mianowany został biskupem Brescii, ale w czerwcu 1664 zrezygnował z biskupstwa. Po powrocie do Rzymu współpracował z kolejnymi papieżami (Klemensem IX i Innocentym XI). Był członkiem następujących kongregacji kurialnych:
- Kongregacji ds. Ceremoniału
- Kongregacji Konsystorialnej
- Kongregacji ds. Soboru Trydenckiego
- Kongregacji ds. Biskupów i Zakonników
- Kongregacji ds. Egzaminowania Biskupów
- Trybunału Apostolskiej Sygnatury Łaski
- Kongregacji Indeksu
- Kongregacji Świętego Oficjum Inkwizycji
- Kongregacji ds. Wizytacji Apostolskich
- Kongregacji ds. Legacji Awiniońskiej (tylko za pontyfikatu Klemensa IX 1667-69)
- Kongregacji ds. Odpustów i Świętych Relikwii
- Kongregacji ds. Stanu Zakonnego
- Kongregacji Rozkrzewiania Wiary
- Kongregacji ds. Rezydencji Biskupów

W latach 80. XVII wieku kardynał Ottoboni faktycznie kierował pracami Kongregacji Świętego Oficjum jako subsekretarz Kongregacji, gdyż jej nominalny sekretarz, Alderano Cibo, był jednocześnie sekretarzem stanu Stolicy Apostolskiej. Został też podniesiony do rangi kardynała biskupa i subdziekana Kolegium Kardynałów.

### Pontyfikat
6 października 1689 został wybrany na następcę papieża Innocentego XI. W konklawe uczestniczyli specjalni wysłannicy cesarza rzymsko-niemieckiego i króla Francji, ale wybrano kardynała Ottoboniego niezależnie od ich wpływów. Nowy papież, który przyjął imię Aleksandra VIII, liczył już 79 lat i uchodził za człowieka światowego, co odróżniało go od znanego z ascetycznego trybu życia poprzednika. 16 października 1689 Aleksander VIII został koronowany.
W czasie krótkiego pontyfikatu papież przywrócił praktykę nepotyzmu. Wśród mianowanych przez niego kardynałów znaleźli się jego prasiostrzeniec Giambattista Rubini i stryjeczny wnuk Pietro Ottoboni. Jednocześnie zdobył popularność wśród mieszkańców Państwa Kościelnego dzięki redukcji podatków i obniżce cen żywności. Opór wywołała natomiast decyzja Aleksandra o finansowaniu pomocy zbrojnej dla ojczyzny papieża – Wenecji.
W kwestiach religijnych papież występował przeciwko jansenizmowi. Potępił 31 tez w 1690 roku, a także wprowadził pojęcie "grzechu filozoficznego", który miał nie pociągać za sobą obrazy Boga, ponieważ był popełniany bez myśli o Nim.
W sprawach zagranicznych szukał porozumienia z królem Francji Ludwikiem XIV, przyjmując m.in. odrzuconego wcześniej przez Innocentego XI ambasadora francuskiego. Król także poszedł na ustępstwa, oddając eksklawy: Awinion i Hrabstwo Venaissin. Papież zgodził się także na nominację kardynalską biskupa de Forbin-Jansona, który wcześniej brał udział w antypapieskim zgromadzeniu gallikańskim. Nie doszło jednak do pełnego porozumienia w kwestii nominacji biskupich; schorowany papież pół roku przed śmiercią podpisał bullę Inter multiplices, w której potępił artykuły gallikańskie z 1682 oraz wszelkie przejawy aktywności królewskiej wymierzone w papiestwo. Działania Aleksandra w kierunku zbliżenia z Francją, odbiły się na stosunkach z cesarstwem – odmowa mianowania kardynałem jakiegokolwiek nominata Leopolda I, doprowadziła do odwołania ambasadora cesarza.
Kreował 14 kardynałów, na trzech konsystorzach.

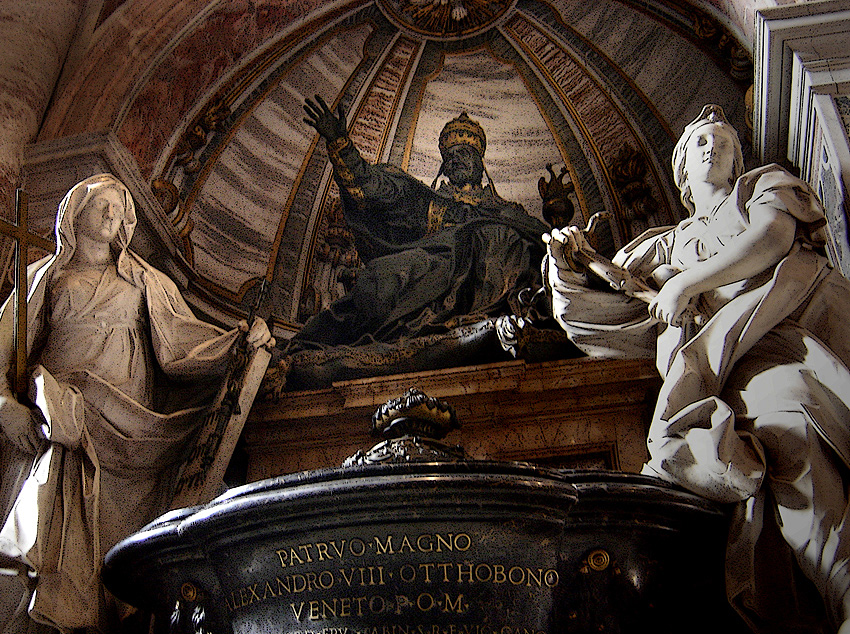
Grób Aleksandra VIII w Bazylice Świętego Piotra

Aleksander VIII zmarł na początku lutego 1691 i został pochowany w bazylice św. Piotra.